# 青藏黄耆
青藏黄耆（学名：Astragalus peduncularis）为豆科黄芪属的植物。分布在印度、克什米尔、巴基斯坦、哈萨克斯坦、西天山以及中国大陆的青海、西藏等地，生长于海拔3,500米的地区，多生长于高原河谷两岸，目前尚未由人工引种栽培。